# Allée couverte von Kerbalannec
Die Allée couverte von Kerbalannec, auch Kerbannalec oder Ti ar C’horriged (Haus der Korriganen) genannt, liegt nördlich von Kerbalannec Vraz, in Beuzec-Cap-Sizun in der Cornouaille, im Département Finistère in der Bretagne in der Frankreich.
Das Galeriegrab ist nicht zu verwechseln mit der auch Ti ar C’horriged genannten Anlage von Plobannalec-Lesconil in Poullan-sur-Mer oder mit der etwa 1,5 km nördlich in der Gemeinde Beuzec-Cap-Sizun nahe dem Stein Bateau de pierre de Saint Conogan.

## Beschreibung
Die Allée couverte ist Teil einer Feldgrenze. Die aus 18 Tragsteinen gebildete rechteckige Kammer (ein Zugang ist bei Paul du Chatelliers Skizze nicht erkennbar) ist etwa 12,0 Meter lang, über 2,0 Meter breit und hoch genug, um innen aufrecht zu stehen. Das Nordwestende ist vollständig, aber das südöstliche hat Schäden erlitten, während fünf der wahrscheinlichen sechs Decksteine in situ erhalten sind. Im Norden teilen zwei kleine senkrechte Platten eine Kammer ab.
Nördlich von Luguenez steht der etwa 3,0 m hohe Menhir von Luguenez und nördlich des Galeriegrabes die Wassermühle Moulin de Kériolet.

Allée couverte von Kerbalannec
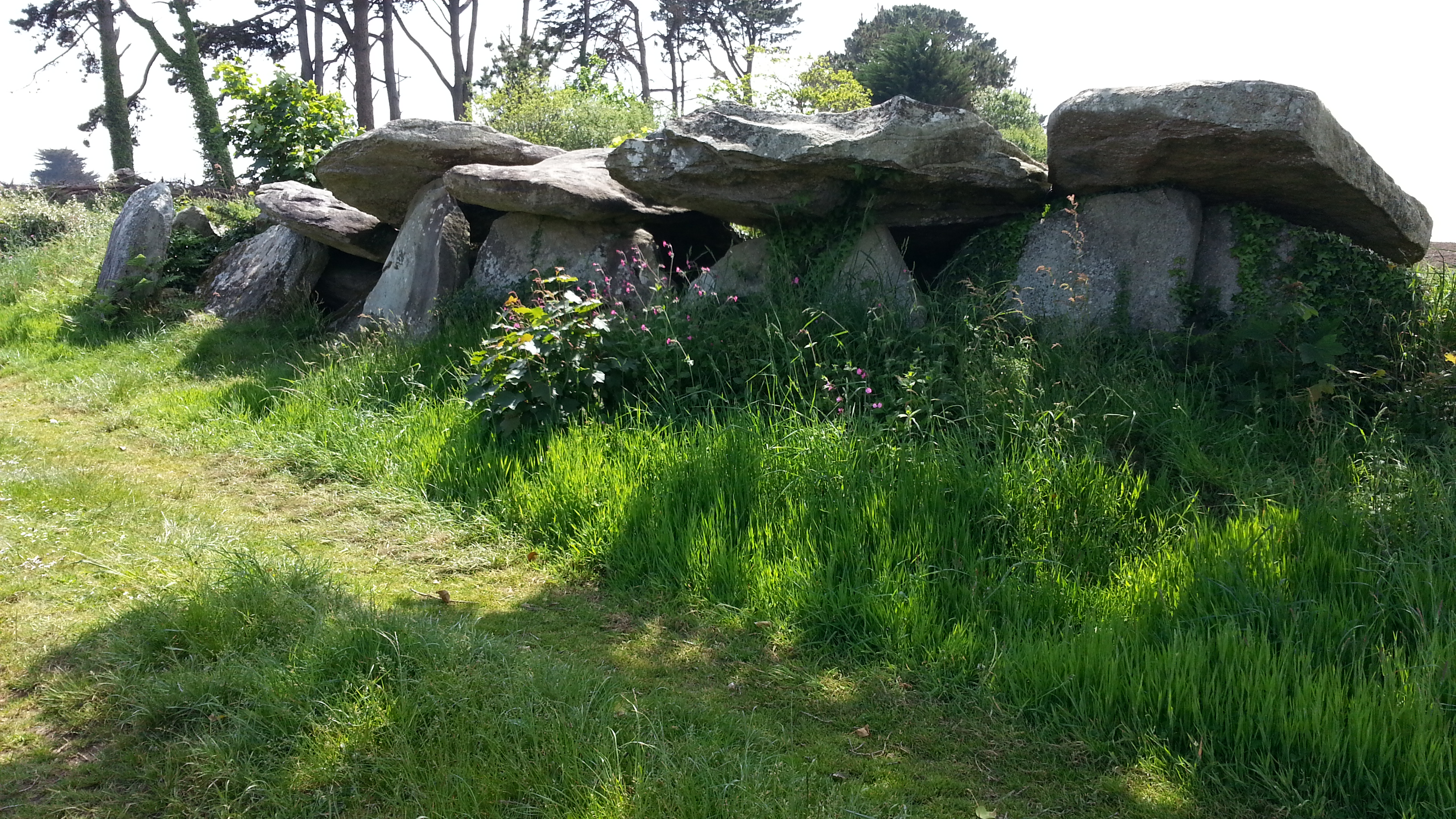
Nordostseite
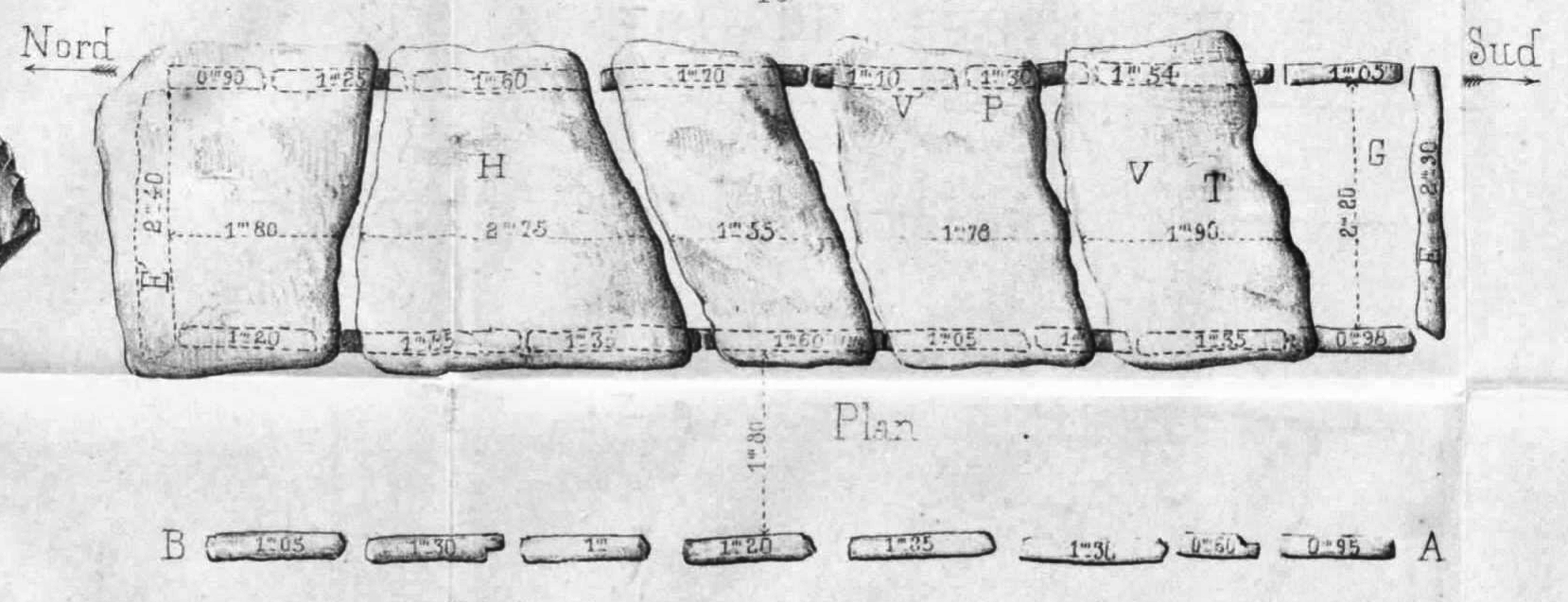
Plan von Paul du Chatellier 1880
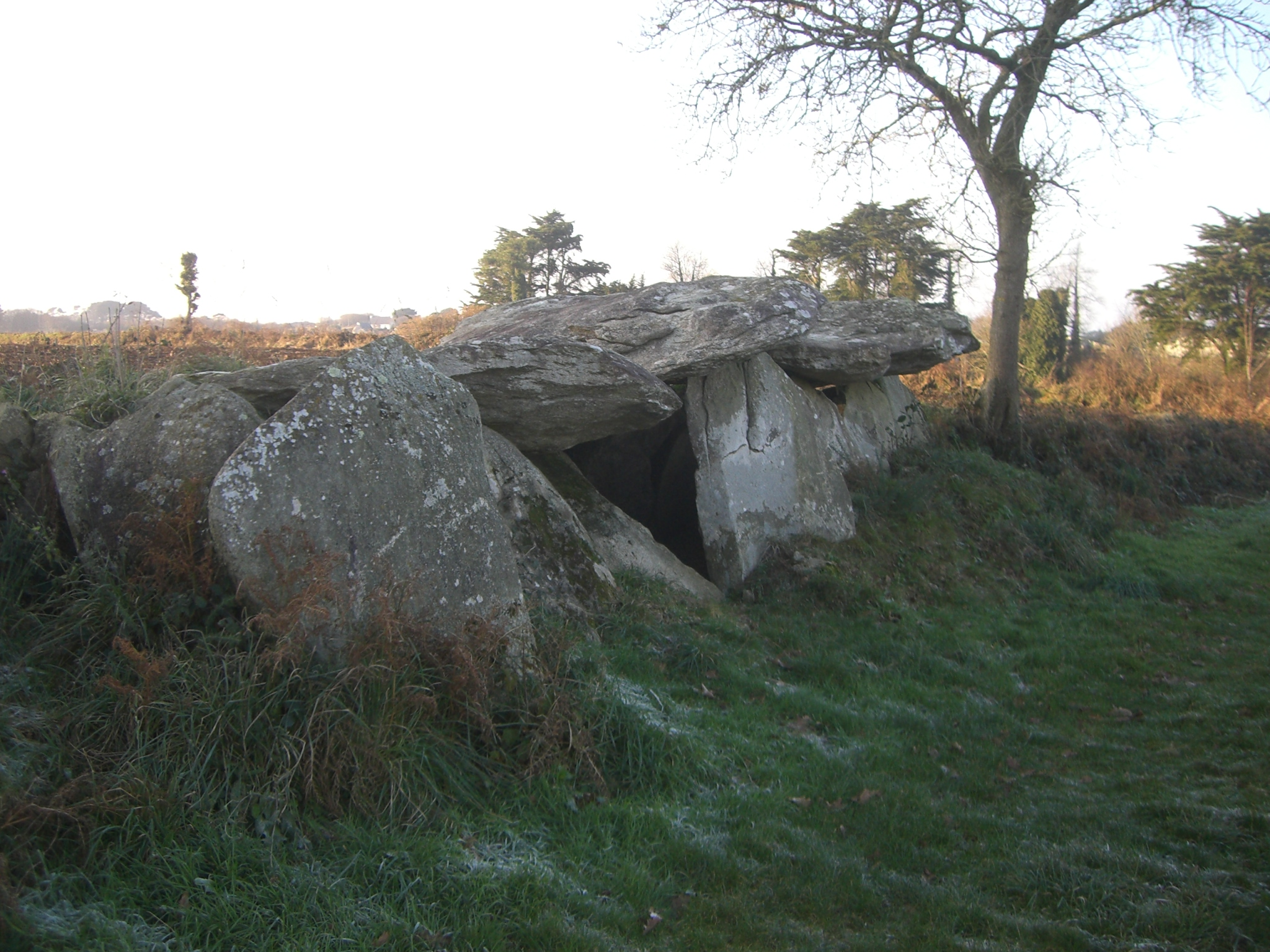
Südwestseite
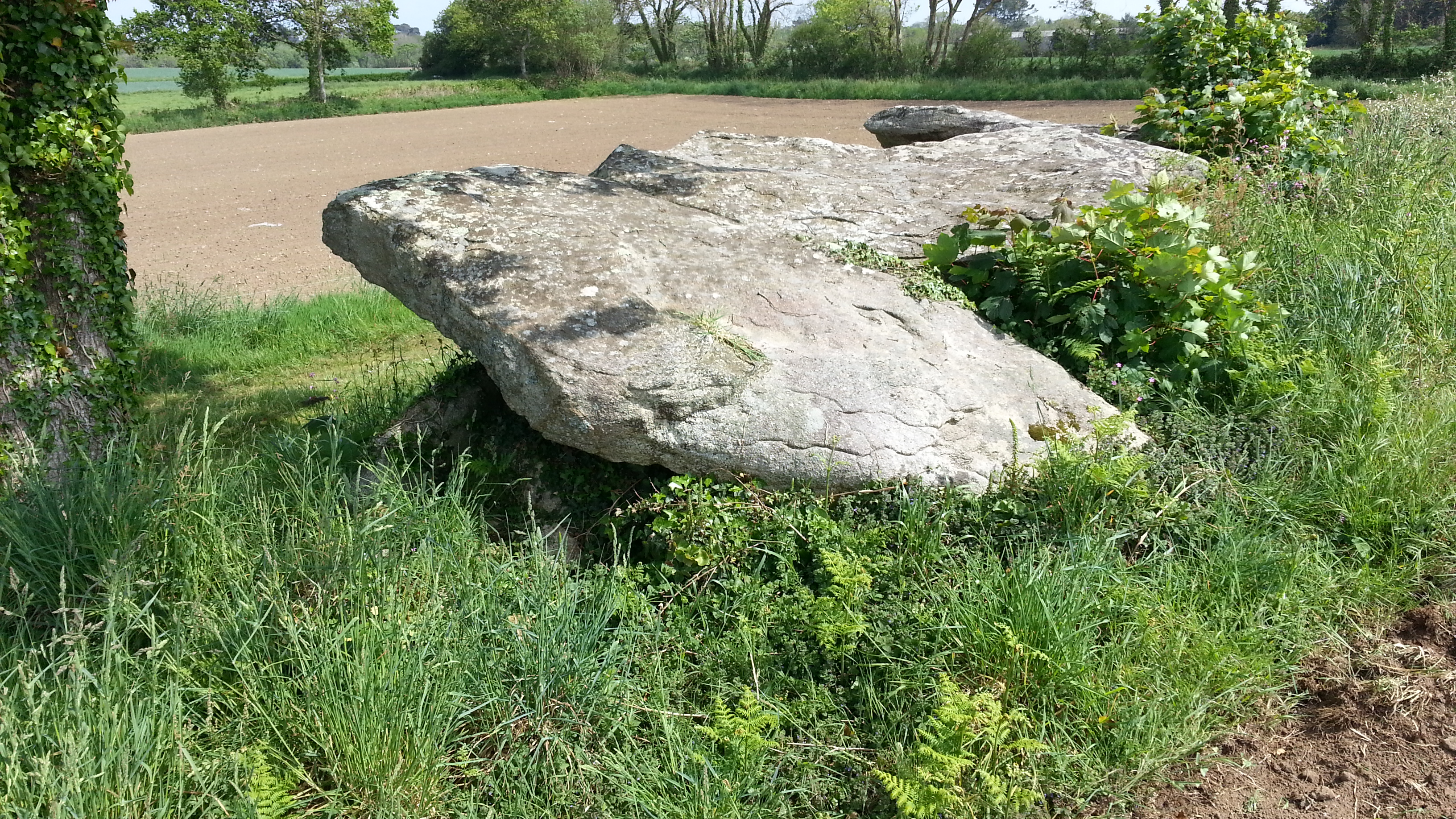